# Bünyamin Erdoğan
Bünyamin Erdoğan (alias Imran al-Almani; * 4. November 1989; † 4. Oktober 2010 in Mir Ali, Pakistan) war der erste namentlich bekannte Deutsche und mutmaßlich ein radikaler Islamist, der durch den Einsatz eines unbemannten Luftfahrzeugs („Drohne“) getötet wurde. Als Folge dieses Ereignisses wurde in Deutschland die Frage öffentlich diskutiert und untersucht, ob seine gezielte Tötung eine Straftat im Sinne des Völkerstrafgesetzbuchs darstellt, ob deutsche Stellen eine Mitverantwortung trifft und ob im Falle einer Zusammenarbeit deutscher mit ausländischen oder internationalen Stellen Bundesbürger nicht besser geschützt werden sollten. Das Ereignis bildete auch den Anlass für entsprechende Anfragen von Abgeordneten des Deutschen Bundestags.

## Vorgeschichte
Erdoğan wurde als Sohn türkischer Einwanderer geboren. Er wuchs in Wuppertal-Vohwinkel auf. Nach der Hauptschule besuchte er von 2007 bis 2009 noch eine Abendrealschule, die er mit der Mittleren Reife verließ. Bis 2008 arbeitete er als Aushilfe auf dem Hof eines Landwirts aus Velbert-Langenberg, wo seine Eltern einen Kleingarten hatten. Der Landwirt beschrieb ihn als „zuverlässig, still, schüchtern“. 2009 besuchte er eine Koranschule in Ägypten. Im Juli 2010 übersiedelte Erdoğan nach Mir Ali, einem von Paschtunen bewohnten Ort in der pakistanischen Region Wasiristan im Grenzgebiet zu Afghanistan. Hier traf er am 19. August bei seinem älteren Bruder Emrah ein, einem in einer pakistanischen Koranschule geprägten Salafisten, der enge Kontakte zur Düsseldorfer Zelle unterhielt, bereits im April 2010 mit seiner Familie und dem Ex-Fußballprofi Burak Karan aus Deutschland ausgereist war und in Mir Ali ein Gehöft angemietet hatte, um – wie Emrah später angab – „ein islamisches Leben zu führen“. Weil in dieser Region im Zusammenhang mit dem Krieg in Afghanistan Angriffe auf NATO-Konvois stattfanden sowie islamistische Rebellen und führende Köpfe der al-Qaida dort vermutet wurden (→ Konflikt in Nordwest-Pakistan), war der Raum seit 2004 ein Zielgebiet für Drohnenangriffe, die der US-amerikanische Geheimdienst CIA im Rahmen des „Kriegs gegen den Terror“ durchführt.
Telefongespräche der Brüder Erdoğan, auch mit ihrem in Deutschland verbliebenen Bruder Yusuf, wurden seit Sommer 2010 durch das Bundeskriminalamt abgehört, nachdem die Staatsanwaltschaft Düsseldorf seit Juli 2010 gegen Bünyamin Erdoğan und weitere Verdächtigte Ermittlungen wegen des „Verdachts der Vorbereitung einer schweren staatsgefährdenden Straftat“ begonnen hatte. Nach Angaben aus Regierungskreisen flossen Ermittlungsergebnisse an US-Stellen, die womöglich Rückschlüsse auf den Aufenthaltsort von Erdoğan ermöglichten. Aus den überwachten Telefongesprächen erfuhren die Behörden, dass sich Erdoğan nacheinander mehreren aufständischen Gruppierungen angeschlossen und dass er ein Maschinengewehr sowie eine Waffen- und Kampfausbildung erhalten hatte. Sie erfuhren so am 7. September 2010 ferner, dass für den 4. Oktober eine Zusammenkunft geplant war, um ein Selbstmordattentat durch Bünyamin Erdoğan gegen eine militärische Einrichtung der International Security Assistance Force (ISAF) zu besprechen und voranzutreiben. Die Sicherheitsbehörden stuften ihn daraufhin am 28. September 2010 mit seinem Bruder Emrah als einen der „gefährlichsten islamistischen Terroristen in oder aus Deutschland“ ein („Gefährder“).

## Tatgeschehen
Nach Untersuchungen des Generalbundesanwalts beim Bundesgerichtshof lief die Tötung Erdoğans folgendermaßen ab: Am 4. Oktober 2010 gegen 19.30 Uhr pakistanischer Ortszeit erfolgte ein Raketenangriff einer Drohne auf das Gehöft in Mir Ali, in dem sich zu diesem Zeitpunkt elf Personen aufhielten, auch Bünyamin Erdoğan, sein Bruder Emrah und dessen Familie. Die Explosion der Rakete verursachte den Tod von fünf Personen; außer Bünyamin Erdoğan starben der aus Hamburg stammende iranische Dschihadist Shahab Dashti Sineh Sar, ein unter dem Kampfnamen „Abu Askar al-Almani“ bekanntes Mitglied der Islamischen Bewegung Usbekistans, und drei nicht identifizierte paschtunische Einheimische. Offenbar unverletzt blieben neben Emrah Erdoğan, seiner Frau und seinem Kind auch Qari Hussain Mehsud, ein Führungsmitglied der Organisation Tehrik-i-Taliban Pakistan, sowie Mussa al-Brittani, ein britischer Angehöriger der al-Qaida.

## Forderungen nach staatsanwaltlichen Ermittlungen
Bezüglich der Tötung Erdoğans hatte der Generalbundesanwalt ein Ermittlungsverfahren wegen des Verdachts einer Straftat nach dem Völkerstrafgesetzbuch und anderer Delikte gegen unbekannt erst am 10. Juli 2012 eingeleitet. Anderthalb Jahre zuvor hatte der Karlsruher Richter Thomas Schulte-Kellinghaus gegen den Präsidenten des Bundeskriminalamts, Jörg Ziercke, wegen eines Verdachts der Beihilfe zum Mord eine Strafanzeige eingereicht. Auch der Bundestagsabgeordnete Hans-Christian Ströbele hatte Ermittlungen zur Rolle der Sicherheitsbehörden gefordert.

## Ergebnis des Generalbundesanwalts
Aus seinen Ermittlungen schloss der Generalbundesanwalt am 1. Juli 2013, dass sich Erdoğan zweifelsfrei als „Kämpfer eines nicht-staatlichen Konfliktakteurs“ (Kombattant) in Wasiristan aufgehalten habe. Die Tötung Erdoğans sei daher weder als Kriegsverbrechen nach § 8 des Völkerstrafgesetzbuchs noch als ein anderer Straftatbestand nach diesem Gesetz zu beurteilen. Ein hinreichender Verdacht für eine Straftat im Sinne von § 170 Abs. 2 Strafprozessordnung liege nicht vor. Die Drohnenoperation diente der Bekämpfung der aufständischen Gruppierungen in Nordwasiristan und richtete sich nicht gegen die Zivilbevölkerung als solche oder gegen einzelne Zivilpersonen. Die Operation sei auch nicht unverhältnismäßig gewesen, weil das Gebiet nicht unter der Kontrolle der pakistanischen Armee oder der Streitkräfte der ISAF gestanden habe und daher eine militärische Festnahmeaktion nicht ohne erhöhtes Risiko für die beteiligten Soldaten oder die Zivilbevölkerung möglich gewesen wäre.

## Kritik
Der fraktionslose Bundestagsabgeordnete Wolfgang Nešković meinte zum Ergebnis des Generalbundesanwalts, es sei „ein juristischer Kniefall vor dem völkerrechtswidrigen Hinrichtungsprogramm der Obama-Regierung“. Medien und Politiker äußerten sich kritisch über die im Fall Erdoğan vermutete intensive Zusammenarbeit deutscher und US-amerikanischer Dienststellen und den dabei als nicht ausreichend bewerteten Schutz deutscher Staatsbürger. Das Bundesinnenministerium erließ schließlich restriktive Regeln und wies den Verfassungsschutz an, keine Daten mehr an Bündnispartner zu übermitteln, die eine Ortung von Bundesbürgern ermöglichen. Laut einem Mitarbeiter des Verfassungsschutzes soll es unter den deutschen Behörden jedoch schon vor dem Tod Erdoğans Absprachen über die Nichtweitergabe von Ortungsdaten gegeben haben.